# The Golden Age (Woodkid)
The Golden Age è il primo album in studio del cantautore francese Woodkid, pubblicato il 18 marzo 2013 dalla Green United Music.

## Promozione
Yohann Lemoine ha pubblicato la cover dell'album tramite un video creato da lui stesso il 14 dicembre 2012 e la relativa lista tracce il 21 dicembre 2012 sulla sua pagina Facebook.
The Golden Age è stato anticipato da tre singoli, pubblicati a cavallo tra il 2011 ed il 2013: Iron, Run Boy Run e I Love You.

## Tracce
Testi e musiche di Woodkid, eccetto dove indicato.
1. The Golden Age – 3:44 (Woodkid, Dany Héricourt)
2. Run Boy Run – 3:33 (Woodkid, Ambroise Willaume)
3. The Great Escape – 3:15 (Woodkid, Dany Héricourt, Guilluame Briére)
4. Boat Song – 4:30 (Woodkid, Mitchell Yoshida)
5. I Love You – 3:50 (Woodkid, Ambroise Willaume)
6. The Shore – 4:13
7. Ghost Lights – 3:40
8. Shadows – 2:04
9. Stabat Mater – 2:49 (Woodkid, Dany Héricourt)
10. Conquest of Spaces – 4:29 (Woodkid, Dany Héricourt)
11. Falling – 0:43
12. Where I Live – 4:24
13. Iron – 3:21
14. The Other Side – 3:41 (Woodkid, Dany Héricourt)

7" bonus presente nell'edizione limitata
- Lato A

1. Iron (Acoustic Quintet Version)

- Lato B

1. I Love You (Acoustic Quintet Version) (Woodkid, Ambroise Willaume)

## Formazione
Hanno partecipato alle registrazioni, secondo le note di copertina:
Musicisti
- Woodkid – voce, strumentazione, arrangiamento (tracce 3, 5, 9 e 13)
- Bruno Bertoli – orchestrazione, direzione, arrangiamento strumenti ad arco (traccia 3)
- Ambroise Willaume – arrangiamento (tracce 5-7 e 14)
- SebastiAn – arrangiamento (traccia 9)
- Gustave Rudman – arrangiamento (traccia 13)
- Strumenti ad arco (tracce 1-3, 5-6, 8-9, 14)
  - Sarah Nemtanu – violino solista
  - David Braccini – secondo violino
  - Jérome Marchand – violino
  - Lyodoh Kaneko – violino
  - Catherine Bourgeat – violino
  - Caroline Ritchot – violino
  - Benjamin Estienne – violino
  - Marianne Lagarde – violino
  - Cyril Ghestem – violino
  - Maud Ayats – violino
  - Angélique Loyer – violino
  - Ludovic Balla – violino
  - Karen Brunon – violino
  - Pascale Meley – violino
  - Lise Berthaud – viola
  - Marie Poulanges – viola
  - Christophe Briquet – viola
  - Delphine Tissot – viola
  - Lise Berthaud – viola
  - Raphaël Perraud – violoncello
  - Pierre Vavasseur – violoncello
  - Oana Unc-Marchand – violoncello
  - Sarah Veilhan – violoncello
- Ottoni (tracce 1-3, 5-6, 9-10, 14)
  - David Defiez – corno solista
  - Benjamin Chareyron – corno
  - Lionel Surin – corno
  - Christophe Struzynski – corno
  - Frédéric Mellardi – tromba solista
  - Stéphane Gourvat – tromba
  - Laurent Bourdon – tromba
  - Joël Vaisse – trombone solista
  - Jonathan Reith – trombone
  - Thibault Mortegoute – trombone (tracce 4 e 12)
  - Guillaume Varupenne – trombone basso
  - Fabien Wallerand – bassotuba
- Nicolas Heumber – tromba (tracce 4 e 12)
- David Moulié – corno (tracce 4 e 12)
- JM Tavernier – corno (tracce 7 e 13)
- Yohann Chetail – tromba (tracce 7 e 13)
- Daniel Breszinski – trombone (tracce 7 e 13)
- Nicolas Vallade – trombone (tracce 7 e 13)
- Fabien Wallerand – bassotuba (tracce 7 e 13)
- Cedric Berger – corno aggiuntivo (traccia 7)
- Aaron Ottignon – pianoforte (traccia 1)
- Marc Chouarain – pianoforte (tracce 4 e 12)
- David Sztanke – pianoforte (tracce 6 e 14)

Produzione
- Woodkid – produzione
- The Shoes – produzione (tracce 1-5, 7, 9-10, 13-14)
- SebastiAn – produzione (traccia 9)
- Julien Delfaud – missaggio
- Mike Marsh – mastering
- Pierre Le Ny – direzione artistica
- Julie Politi – coordinazione artistica
- Daniel Sanwald – artwork
- Matthew Josephs – stilismo

## Classifiche

### Classifiche settimanali
| Classifica (2013) | Posizione massima |
| ----------------- | ----------------- |
| Austria           | 13                |
| Belgio (Fiandre)  | 34                |
| Belgio (Vallonia) | 6                 |
| Francia           | 2                 |
| Germania          | 8                 |
| Irlanda           | 74                |
| Italia            | 55                |
| Paesi Bassi       | 23                |
| Regno Unito       | 38                |
| Svizzera          | 4                 |